# Золотая Степь
Золотая Степь — село в Советском районе Саратовской области.
Основано в 1894 году
Население — 1313 (2010)

## География
Село находится в Низком Заволжье, в пределах Сыртовой равнины, относящейся к Восточно-Европейской равнине, в 3,5 км к западу от реки Нахой. Высота центра населённого пункта — 75 метров над уровнем моря. В окрестностях населённого пункта распространены тёмно-каштановые почвы солонцеватые и солончаковые. Почвообразующие породы — глины и суглинки.
По автомобильным дорогам расстояние до районного центра посёлка городского типа Степное составляет 16 км, до города Энгельс — 59 км, до областного центра города Саратова — 69 км. Железнодорожная станция Золотая степь Саратовского региона Приволжской железной дороги. У села проходит региональная автодорога Р236 Саратов — граница с Казахстаном (на Уральск).
Климат
Климат умеренный континентальный (согласно классификации климатов Кёппена — Dfa). Многолетняя норма осадков — 438 мм. В течение года осадки распределены относительно равномерно: наибольшее количество осадков выпадает в ноябре — 44 мм, наименьшее в марте — 25 мм. Среднегодовая температура положительная и составляет + 6,5 °С, средняя температура самого холодного месяца января −10,3 °С, самого жаркого месяца июля +22,8 °С.

## История
Основано при железнодорожной станции Нахой, открытой в 1894 году. После образования трудовой коммуны (автономной области) немцев Поволжья и до ликвидации АССР немцев Поволжья в 1941 году, посёлок Нахой входил в состав Тонкошуровского(с 1927 года — Мариентальского) кантона АССР немцев Поволжья.
28 августа 1941 года был издан Указ Президиума ВС СССР о переселении немцев, проживающих в районах Поволжья. Немецкое население депортировано, посёлок, как и другие населённые пункты Мариентальского кантона, был включен в состав Саратовской области.

## Население
| 1926 | 2002  | 2010  |
| ---- | ----- | ----- |
| 171  | ↗1307 | ↗1313 |

Национальный состав
В 1926 году немцы составляли 75 % населения посёлка.